# Hugh Thornton
Hugh Thornton (Idaho, 28 giugno 1991) è un giocatore di football americano statunitense che gioca nel ruolo di offensive guard per i Calgary Stampeders della Canadian Football League (CFL). Fu scelto nel corso del terzo giro (86º assoluto) del Draft NFL 2013 dai Colts. Al college ha giocato a football all’Università dell'Illinois.

## Carriera professionistica

### Indianapolis Colts
Thornton fu scelto nel corso del terzo giro del Draft 2013 dagli Indianapolis Colts. Debuttò come professionista nella settimana 1 contro gli Oakland Raiders e disputò la prima gara come titolare due settimane dopo contro i San Francisco 49ers. La sua stagione da rookie si concluse con 14 presenze, di cui 12 come titolare.

## Vittorie e premi
Nessuno

## Statistiche
| Partite totali      | 14 |
| Partite da titolare | 12 |

Statistiche aggiornate alla stagione 2013